# Ficus coronata
Ficus coronata är en mullbärsväxtart som beskrevs av De Spin. Ficus coronata ingår i släktet fikonsläktet, och familjen mullbärsväxter. Inga underarter finns listade i Catalogue of Life.

## Bildgalleri

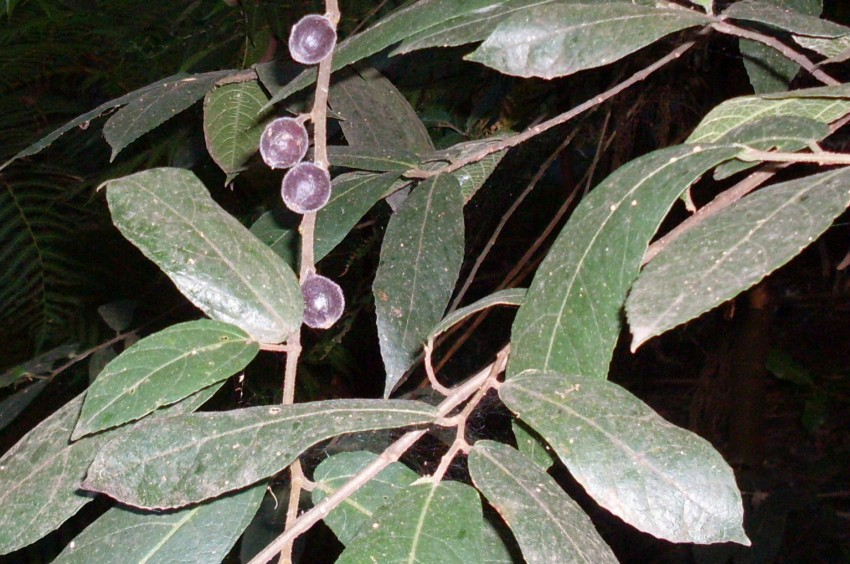
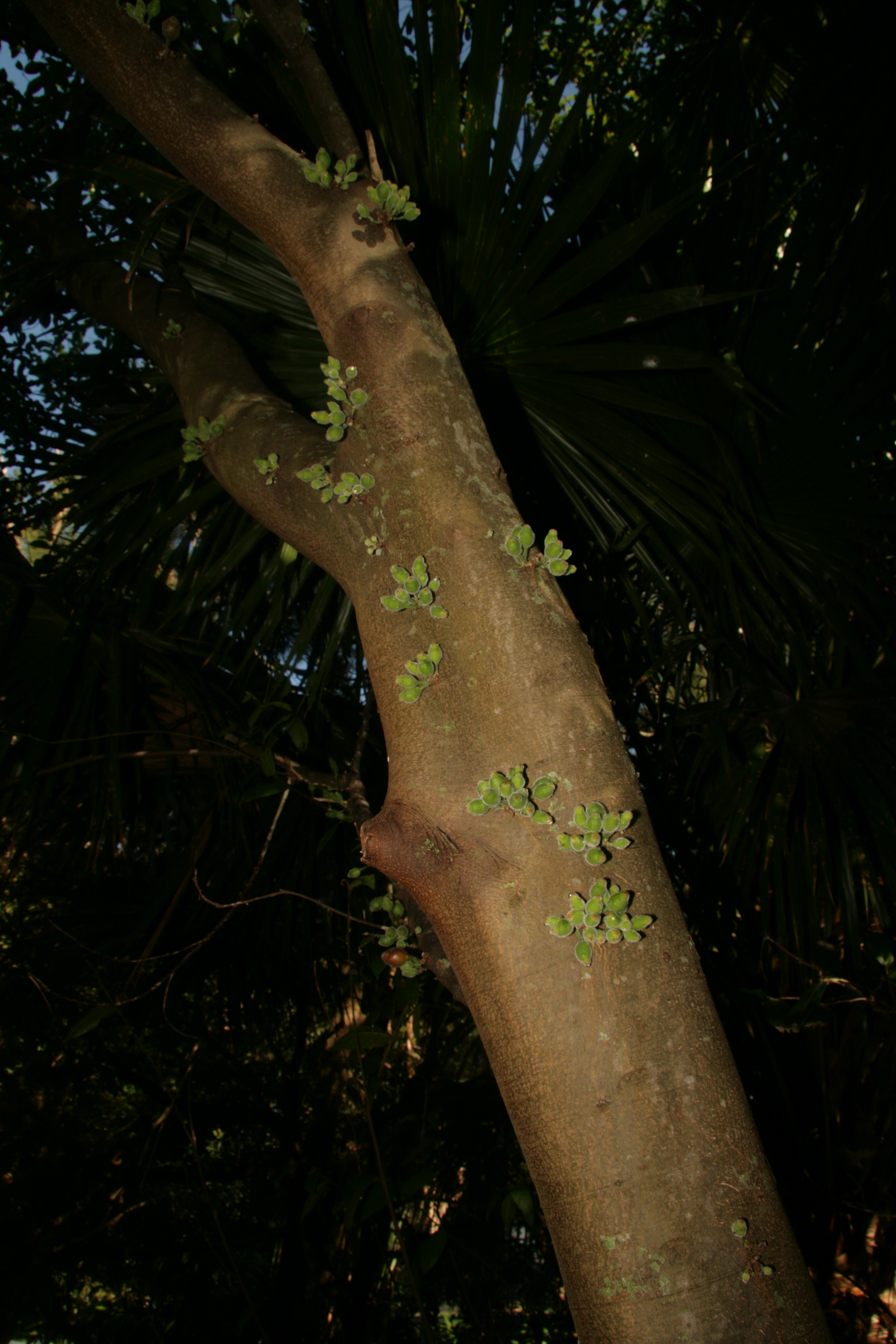